# Alexander Semjonowitsch Batschelis
Alexander Semjonowitsch Batschelis, geboren Alexander Schamowitsch Batschelis, (russisch Александр Семёнович/Шамович Бачелис; * 23. Junijul. / 6. Juli 1903greg. in Kiew; † 28. April 1968 in Moskau) war ein sowjetischer Brücken-Bauingenieur.

## Leben
Batschelis studierte am Polytechnischen Institut Kiew in der Fakultät für Verkehrsingenieure. Als Diplomarbeit projektierte er bei Jewgeni Paton eine Chaussee-Brücke über den Terek bei Mosdok, mit deren Verteidigung er 1927 das Studium als Brückenbauer mit Auszeichnung abschloss. Von August bis Dezember 1927 arbeitete er im Projektbüro des Chefingenieurs des Grosneft (Grosny-Erdöl-Produktionsverbund) und projektierte selbständig eine Brücke über die Sunscha.
1928 war Batschelis am Bau der Eisenbahnstrecke Witebsk-Newel beteiligt. 1929 entwickelte er ein erstes Projekt für ein Stahlbeton-Gebäude für die Wyssokowskaja Manufaktura in Twer und eine Serie von 6 Brücken und Straßenüberführungen.

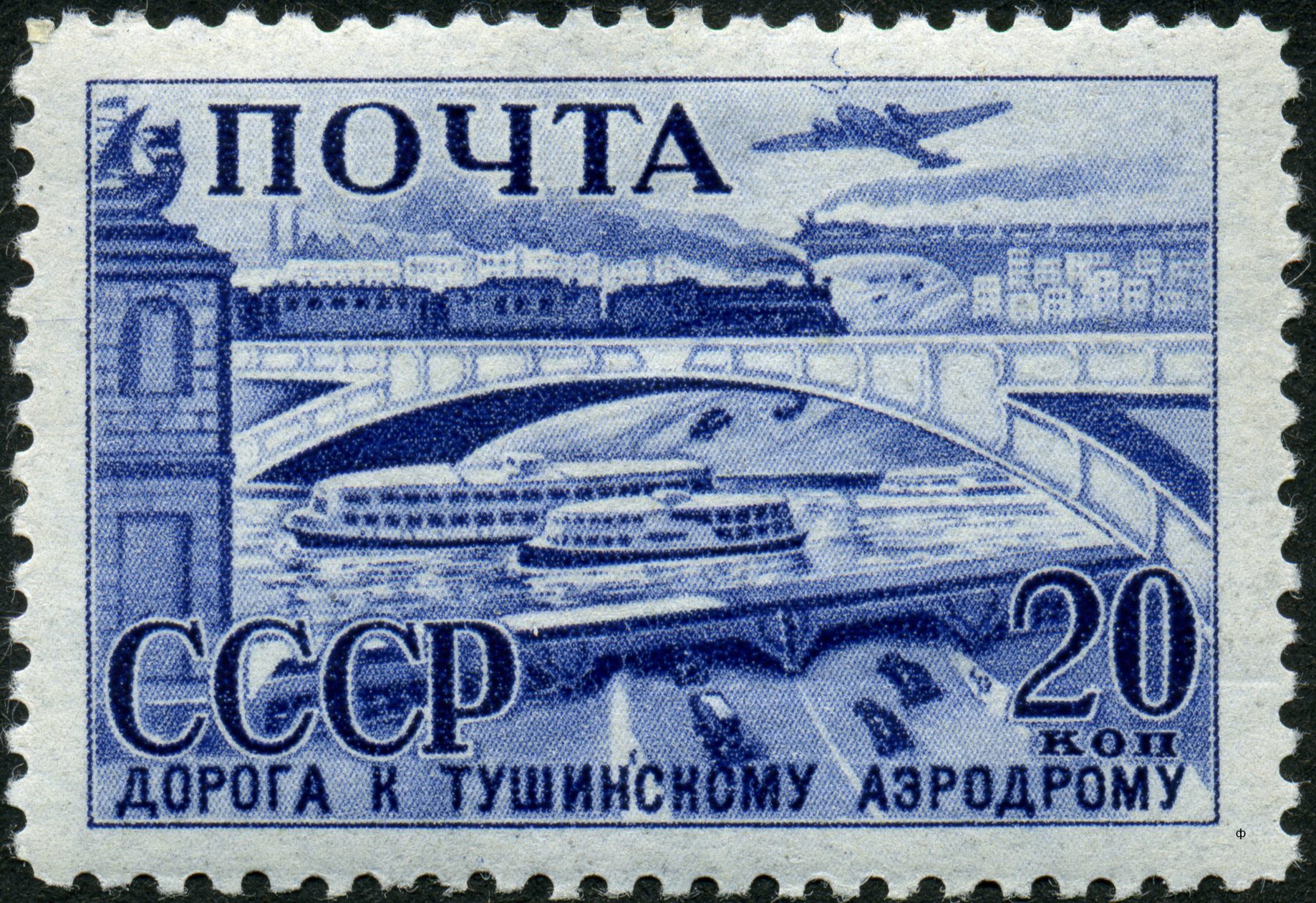
Batschelis-Brücke über den Moskaukanal (Briefmarke der Post der UdSSR 1941)

Ab 1929 arbeitete Batschelis im Moskauer Verkehrswege-Trust Transstroi (bis 1935). Er projektierte große Stahlbeton-Bauwerke, darunter die Bogenbrücke über die Ljubowka für das Chemie-Kombinat Bobriki, Brücken und Hochstraßen für die Bau-Trusts Magnitogorsk, Nischni Tagil, Nowokusnezk, Uralwagonsawod, Tqwartscheli, Asowstal, Stadt-Brücken über die Uwod in Iwanowo-Wosnessensk, die zweigeschossige Stahlbeton-Eisenbahn-Balkenbrücke in Tula und die Bogenbrücke für die Kalinin-Eisenbahn über die Schleuse Nr. 8 des Moskaukanals, die sein berühmtestes Bauwerk ist. Oft beteiligte er sich auch an den Baumaßnahmen.
Auch in Moskau projektierte Batschelis Brücken für den Nord-Kanal und die Jausa. 1938 und 1939 projektierte er große Stahlbeton-Brücken für den Kuibyschew-Teil der Wolga-Kama-Kaskade.
Während des Deutsch-Sowjetischen Kriegs war Batschelis Oberstleutnant-Direktor und Chefingenieur in der Bauhauptverwaltung des Volkskommissariats für Bauwesen für Fernost und Tscheljabinsk, im Donau-Bau-Montage-Trust und in anderen Einrichtungen.
Nach dem Krieg projektierte Batschelis 1946 eine Bewegliche Stahlbeton-Brücke für das Don-Mündungsdelta bei Rostow am Don. Beim Bau der Kanäle im Donbass wurden die von Batschelis vorgeschlagenen vorgefertigten und vorgespannten Stahlbeton-Rohre großen Durchmessers vielfach verwendet.
In den 1960er Jahren arbeitete Batschelis im Forschungssektor des Hydroprojekt-S.-J.-Schuk-Allunionsinstituts.
Batschelis starb am 28. April 1968 in Moskau und wurde auf dem Wwedenskoje-Friedhof begraben.
Eine Cousine Batschelis' war die Theater- und Filmwissenschaftlerin Tatjana Batschelis.

## Ehrungen, Preise
- Orden des Roten Banners der Arbeit (1937)[6]
- Kleine Silbermedaille der Ausstellung der Errungenschaften der Volkswirtschaft der UdSSR (1960)[4]